# 和樂器

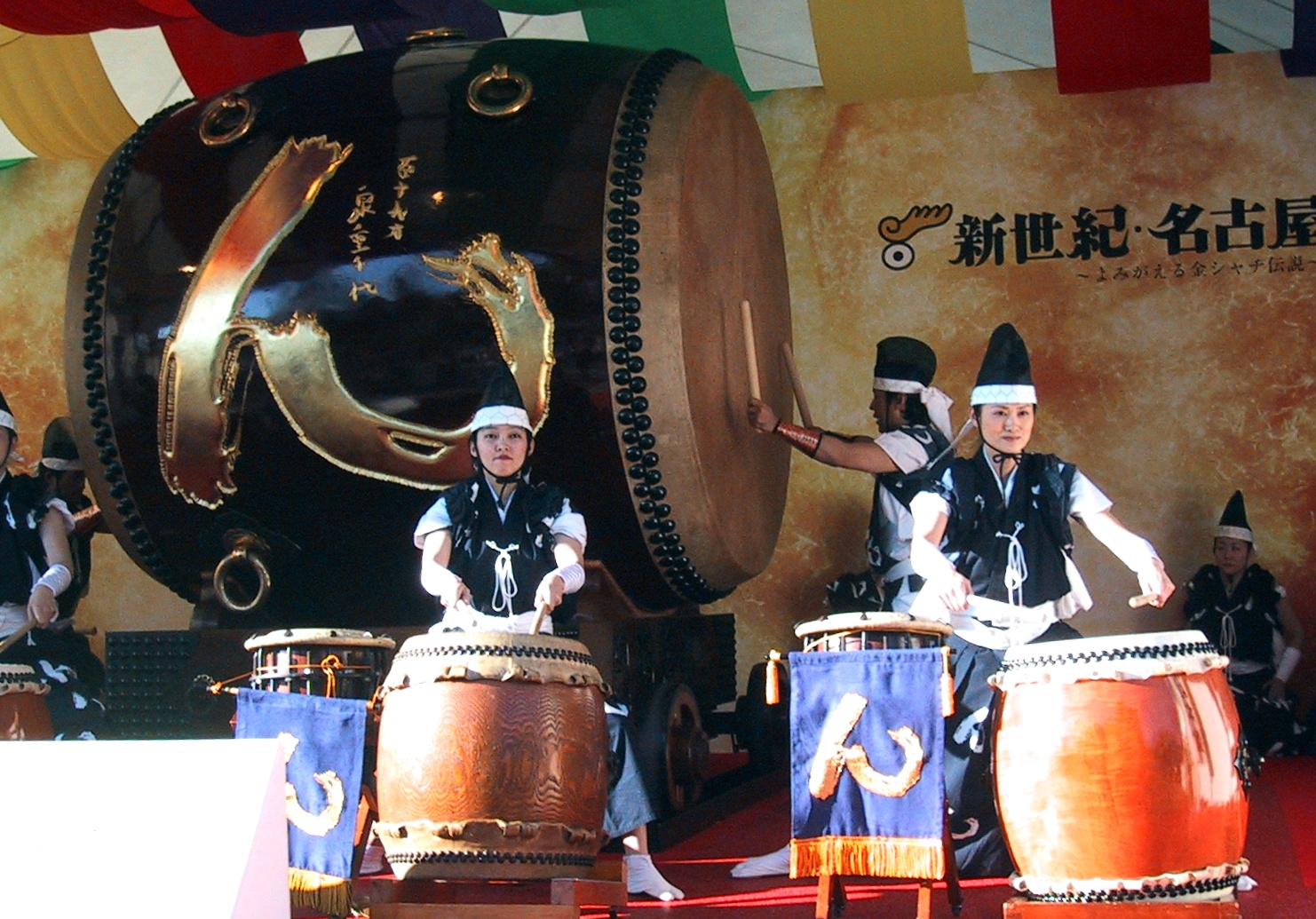
和樂器

和樂器是日本傳統乐器，分為管樂器、弦樂器及打擊樂器三類，大部分樂器屬於外來樂器；在近代考古研究中，更發現其中有些樂器仍保留了古代西域、中國、朝鮮等地的樂器形制。

## 分類

### 管樂器
- 笙：由17根竹管製成，僅15根有簧片，長50公分、直徑7公分。因其形狀之故，又稱為鳳笙。
- 篳篥：竹製直笛，外側七孔內側二孔，管長18公分、直徑1~1.5公分、舌板長5.5公分。
- 橫笛
  - 龍笛：七孔竹笛，長40公分內徑1.3公分。
  - 高麗笛：六孔竹笛，長36公分內徑0.9公分。
  - 神樂笛：六孔竹笛，長45公分內徑1.8公分。
- 篳篥、龍笛與笙合稱為「三管」。

### 弦樂器
- 琵琶：四弦四柱（品），長110C公分；撥片長20公分。起源於今伊朗一帶，經由絲路、中國於奈良時代傳入日本。為了與後世民間音樂發展出來的薩摩琵琶、筑前琵琶、平家琵琶區分，又稱為樂琵琶。演奏方式為橫抱。
- 箏：十三弦，長190公分、寬23~25公分。又稱樂箏。
- 和琴：六弦，長190公分、寬15~24公分；以琴軋播弦，長7.5公分、寬1.5公分；雅樂中唯一起源於日本的樂器，被稱做「天皇的樂器」；又稱作倭琴、御琴、鴟尾琴、東琴、六絃琴、神琴、天詔琴、書司、御多奈良之等。
- 箏與琵琶合稱為「兩弦」。

### 打擊樂器
- 太鼓
  - 太鼓（釣太鼓）：鼓體直徑55公分、厚12公分；演奏時以裹上皮革的兩支木製「撥」（鼓槌）敲擊；正式名稱為釣太鼓。
  - 大太鼓：舞台上表演舞樂時使用，鼓面直徑超過兩公尺。
  - 荷太鼓：道樂（行進式的雅樂）時使用。
- 鉦鼓
  - 鉦鼓：打面直徑15公分，雅樂器中唯一的金屬樂器；演奏時以尖端如水牛角的兩支「桴」（鼓槌）敲擊。
  - 大鉦鼓：舞台上表演舞樂時使用，鼓面直徑超過兩公尺。
  - 荷鉦鼓：道樂（行進式的雅樂）時使用。
- 羯鼓：鼓面直徑23.5公分，是打擊樂器中的首席，演奏時以尖端如棗的兩支「桴」敲擊。
- 三之鼓：鼓面直徑42.5公分；演奏時左手持鼓，右手持「桴」。
- 笏拍子：長35.5公分、厚1.2公分，一組兩片。
- 船樂（在船上演奏）時使用的太鼓及與舞樂的小道具：壱鼓、雞婁鼓、振鼓。
- 釣太鼓、大太鼓、荷太鼓、船樂用太鼓，總稱為「樂太鼓」。
- 釣太鼓、鉦鼓、鞨鼓合稱為「三鼓」。

## 雅樂各類樂曲使用樂器一覽
- 管絃（唐樂的管弦）：笙、篳篥、龍笛、琵琶、箏、羯鼓、太鼓、鉦鼓
- 左舞（唐樂的樂舞）'：笙、篳篥、龍笛、羯鼓、大太鼓、大鉦鼓
- 右舞（高麗樂）：篳篥、高麗笛、大太鼓、大鉦鼓、三之鼓
- 催馬樂：笙、篳篥、龍笛、琵琶、箏、笏拍子
- 朗詠：笙、篳篥、龍笛
- 神樂歌：篳篥、神樂笛、和琴、笏拍子
- 久米歌：篳篥、龍笛、和琴、笏拍子
- 東遊：篳篥、高麗笛、和琴、笏拍子
- 大歌：篳篥、龍笛、和琴、笏拍子
- 大和歌：篳篥、龍笛、和琴、笏拍子
- 誄歌：和琴

## 復原樂器
古代日本雅樂曾經使用、但已經廢除的樂器，由日本正倉院負責文物的保存與復原。另有一些民間單位也致力於復原樂器的演奏與研究。
伶樂舍是一個致力於古代雅樂曲目與復原樂器演奏的團體，主要負責人是前宮廷樂師芝祐靖，以中國黃帝時代的音樂家伶倫為名，全名是伶倫樂遊舍；因此也有人將現代演出的雅樂復原曲目與復原樂器稱為伶樂。

### 類別
依據現代的分類方法分為
- 弦樂器（彈撥樂器）
  1. 五弦琵琶
  2. 箜篌
  3. 阮咸
  4. 十三絃箏
  5. 軋箏
  6. 琴
- 管樂器（吹奏樂器）
  1. 排簫
  2. 竽
  3. 塤
  4. 橫笛
  5. 大篳篥
  6. 尺八（異於近世日本音樂的尺八）
- 打擊樂器
  1. 編鐘
  2. 方響
  3. 瓷鼓
  4. 雲鑼

古代的樂器分類係依照樂器材質為金、石、絲、竹、匏、土、革、木，亦稱為「八音」。

### 正倉院保存樂器
- 樺纏尺八
- 金銀平文琴
- 玉尺八
- 吳竹竽
- 吳竹笙
- 刻彫尺八
- 牙尺八
- 牙橫笛
- 雕石橫笛
- 新羅琴 金薄輪草形鳳形
- 蒔繪箏
- 檜和琴
- 彫石横笛
- 彫石尺八
- 螺鈿紫檀阮咸
- 桑木阮咸
- 螺鈿紫檀五絃琵琶
- 螺鈿紫檀琵琶
- 螺鈿楓蘇芳染琵琶
- 木畫紫檀琵琶
- 木畫紫檀槽琵琶
- 螺鈿槽豎箜篌
- 漆槽豎箜篌
- 三彩鼓胴